# کوکتو تویینز
کوکتو تویینز (به انگلیسی: Cocteau Twins) گروه موسیقی راک اسکاتلندی فعال بین سال‌های ۱۹۷۹ تا ۱۹۹۷ بود. اعضای اولیهٔ گروه شامل الیزابت فریزر (خواننده)، رابین گاتری (گیتاریست) و ویل هگی (گیتار بیس) بودند که سال ۱۹۸۳ ویل هگی جای خودش را به سایمون ریموند داد.
کوکتو تویینز به‌خاطر موسیقی اثیری نوآورانه و همچنین صدای سوپرانوی منحصر به فردِ فریزر که گاه به گُنگ‌خوانی (Glossolalia) پهلو می‌زند، شهرت دارد.